# Shannon McCurley
Shannon McCurley (Traralgon, Australia, 26 de abril de 1992) es una deportista irlandesa que compite en ciclismo en la modalidad de pista. Ganó una medalla de plata en el Campeonato Europeo de Ciclismo en Pista de 2019, en la prueba de scratch.

## Medallero internacional
| Campeonato Europeo | Campeonato Europeo       | Campeonato Europeo | Campeonato Europeo |
| Año                | Lugar                    | Medalla            | Competición        |
| ------------------ | ------------------------ | ------------------ | ------------------ |
| 2019               | Apeldoorn (Países Bajos) | Medalla de plata   | Scratch            |